# FE-Schrift
La font tipogràfica FE-Schrift o Fälschungserschwerende Schrift (en alemany) és un tipus de lletra de la famíla sans-serif o de pal sec utilitzada en les noves plaques de matrícula d'Alemanya des del novembre de 2000 a excepció de les plaques utilitzades per als vehicles militars, que encara utilitzen l'antiga font DIN-1451. L'abreviatura FE deriva de l'adjectiu compost fälschungserschwerende que combina el nom Fälschung (falsificació) i el verb erschweren (obstaculitzar).
La motivació per a la creació de la tipografia es va perfilar a finals de 1970 a la llum de les accions terroristes de la Fracció de l'Exèrcit Roig quan es va descobrir que les matrícules amb la font existent, la DIN 1451, era particularment fàcil modificar-ne les lletres mitjançant l'aplicació d'un petit adhesiu o un traç de pintura de color negre. Per exemple, era fàcil transformar una P en una R o una B, un 3 en un 8, o una L o F en una E. La modificacions de les plaques amb la font FE-Schrift són una mica més difícils, ja que també requereixen la modificació del fons de la placa de color blanc reflectant, fet que fa que es distingeix fàcilment a una certa distància i en particular a la nit.
El disseny original d'aquesta tipografia fou creada per Karlgeorg Hoefer mentre treballava per al Bundesanstalt für Straßenwesen (Institut de Recerca de Carreteres Federal d'Alemanya). La tipografia fou lleugerament modificada en funció dels resultats de les proves que es van portar a terme des de 1978 fins a 1980 a la Universitat de Giessen (Departament de Fisiologia i Psicologia Cibernètica). Mentre que el tipus de lletra DIN-1451 utilitza una font proporcional, la FE-Schrift és una font d'espai uniforme (amb un espaiat diferent per cadascuna de les lletres i xifres) per millora-ne la llegibilitat per part de les màquines.
La publicació a la legislació alemanya per a l'ús en les plaques de matrícula inclou tres variants:
- Font normal ("Mittelschrift"): 75 mm d'alt i 47,5 mm d'ample en lletres i 44,5 mm d'ample en xifres.
- Font estreta ("Engschrift"): 75 mm d'alt i 40.5 mm en lletres i 38,5 mm d'ample en xifres.
- Font petita ("verkleinerte Mittelschrift"): 49 mm d'alt i 31 mm d'ample en lletres i 29 mm d'ample en xifres.

El tipus de lletra inclou les vocals amb dièresi perquè aquestes lletres s'utilitzen en les codificacions dels noms de localitats o comtats de matriculació. La font petita permet col·locar fins a nou caràcters en una placa de mida estàndard de la UE.

## Adopció
Quan la FE-Schrift es va acabar en 1980, la pressió per a la seva adopció ja havia disminuït. La seva distribució llavors va ser fomentada per un altre esdeveniment, la introducció del format de placa de matrícula de la UE. Alguns estats federals d'Alemanya van presentar el nou disseny el 1994 i des de l'1 de gener de 1995 es va introduir a la resta del país mitjançant una llei federal que va incloure la FE-Schrift. La tipografia FE-Schrift és obligatòria a totes les noves plaques malgrat que les matrícules més antigues segueixen sent vàlides, ja que es contempla l'excepció per als vehicles històrics que encara poden obtenir una nova placa de matrícula amb la tipografia DIN-1451.
Altres països han començat a introduir els caràcters en FE-Schrift o usant-ne una variant derivada d'aquesta:
- Bòsnia i Hercegovina - l'introdueix el 2009 juntament amb el nou format molt més similar al de la UE. El nou disseny va substituir l'escut nacional que es venia utilitzant des de 1998.[5]
- Cuba - Les plaques actuals porten els caràcters en font FE-Schrift.
- Malta - el 1995 es va introduir el format europeu de disseny de placa i després de l'adhesió oficial a la UE el 2004 les noves matrícules es van estandarditzar en la font FE-Schrift.
- Sud-àfrica - el disseny i format de numeració i matrícula es van canviar a partir del 1994 introduint la tipografia FE-Schrift.
- Tanzània, Namíbia, Zàmbia, Camerun, Sierra Leone, Botswana, Mali, Etiòpia, Guinea, Malawi, Zimbabwe, Ruanda, Moçambic, Uganda - des del 1990 varen seguir a Tanzània en l'adopció de la tipografia.
- Uruguai - el nou canvi de model el 2002 va portar la introducció de la tipografia FE-Schrift.
- Xile - des de 2014 utilitza la tipografia Fe-Schrift.[6]

Alguns països permeten la utilització de la font FE-Schrift com una alternativa a la tipografia estàndard, sobretot en matrícules personalitzades d'estil europeu en cotxes de fabricació alemanya (n'és un exemple l'estat australià de Victòria).

## Galeria

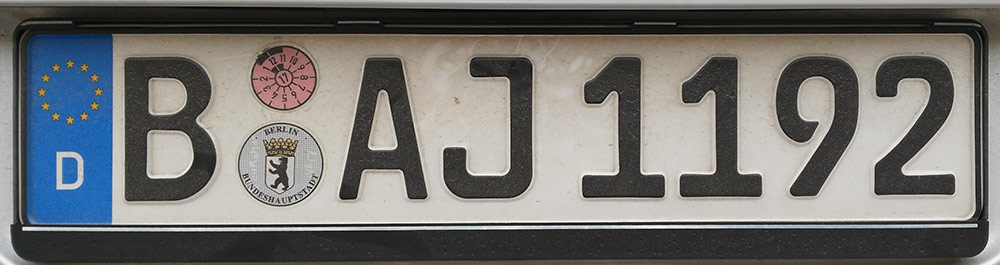
Alemanya.
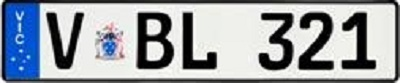
Estat de Victòria, Austràlia.
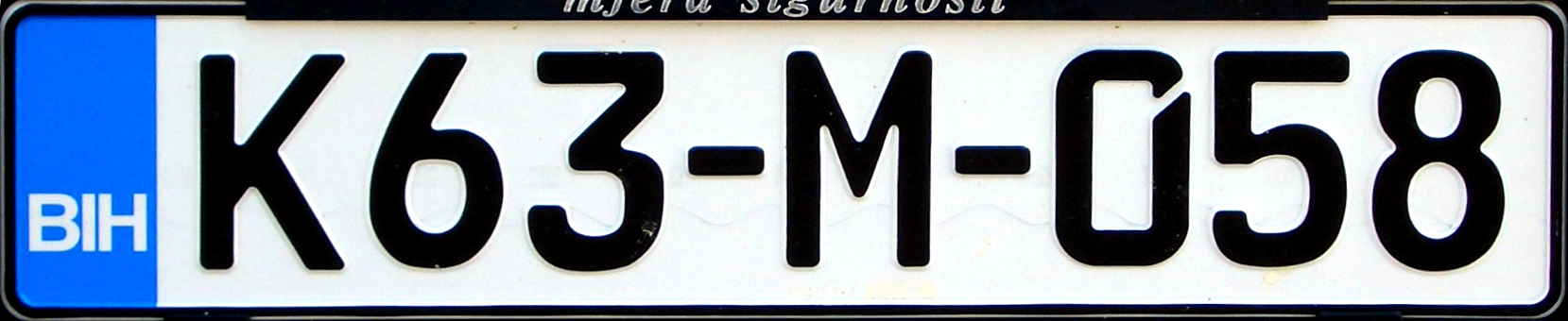
Bòsnia i Hercegovina.
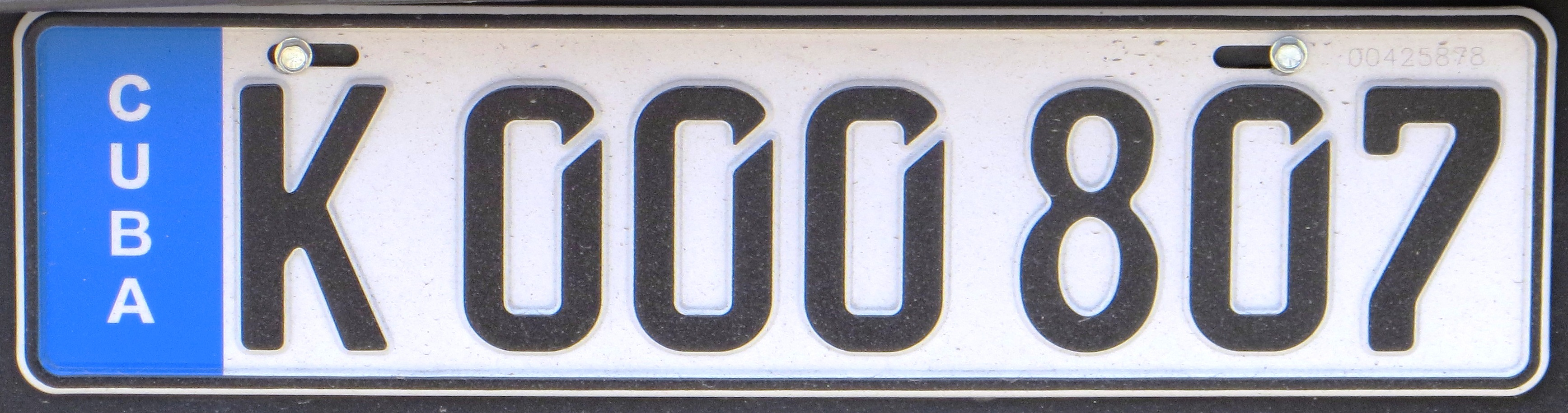
Cuba.
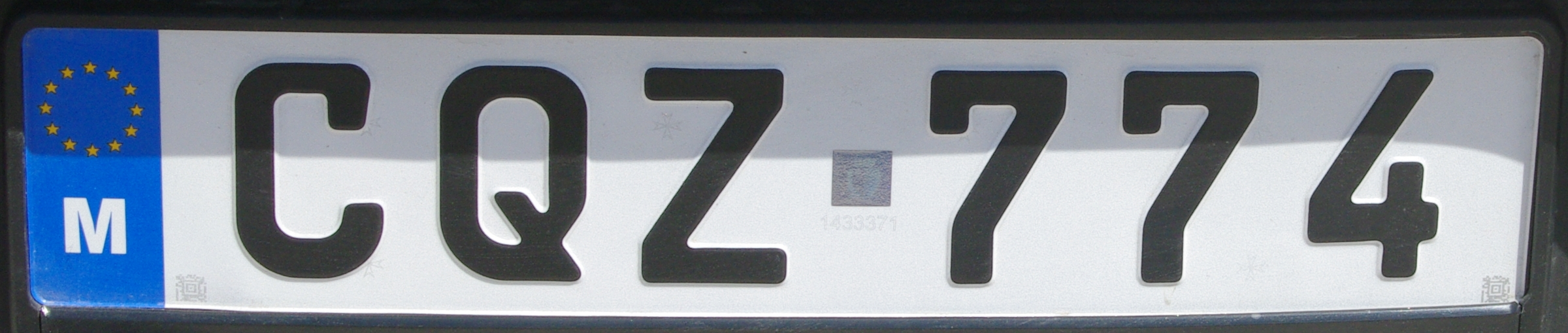
Malta.
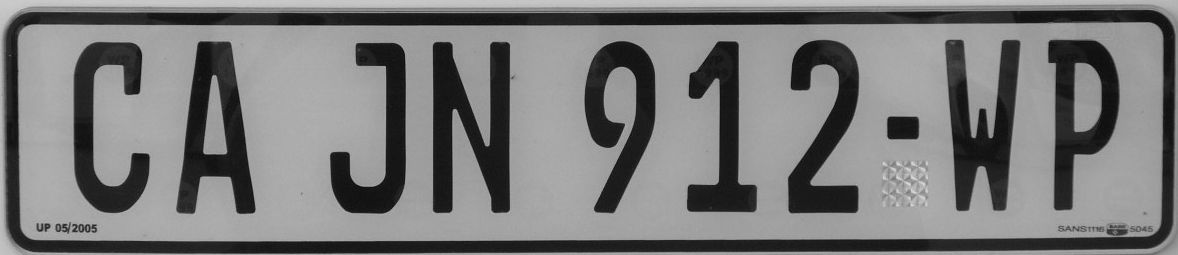
Província del Cap Occidental, Sud-àfrica.
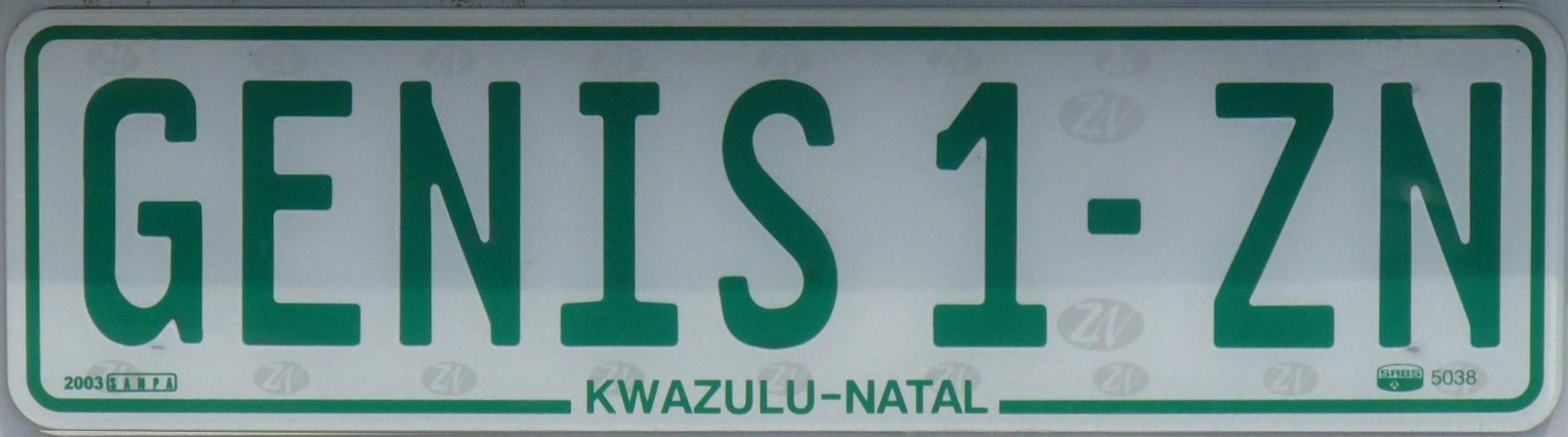
Província de KwaZulu-Natal, Sud-àfrica.
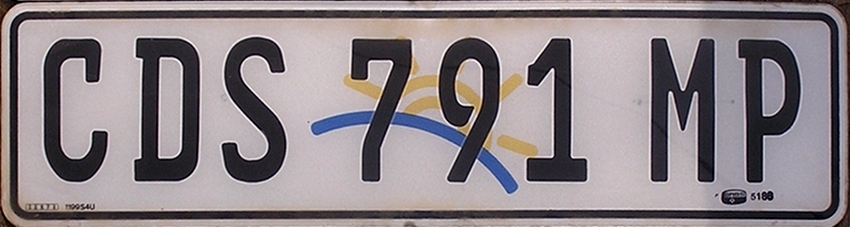
Província de Mpumalanga, Sud-àfrica.
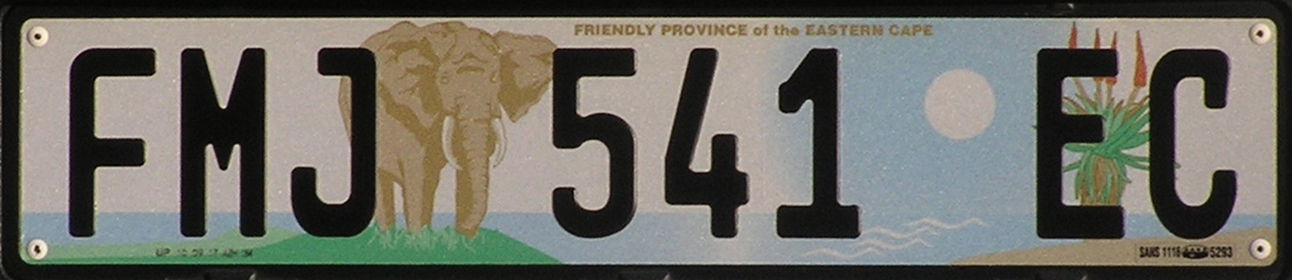
Província del Cap Oriental, Sud-àfrica.
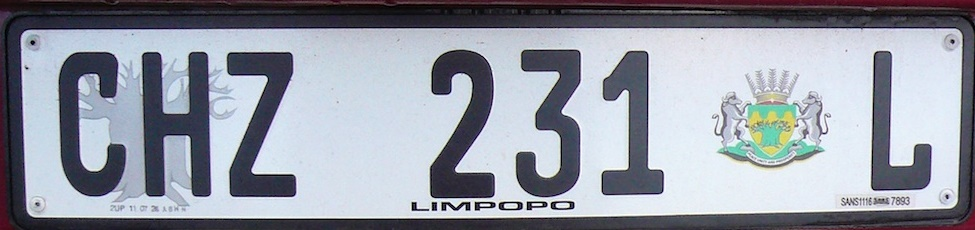
Província de Limpopo, Sud-àfrica.
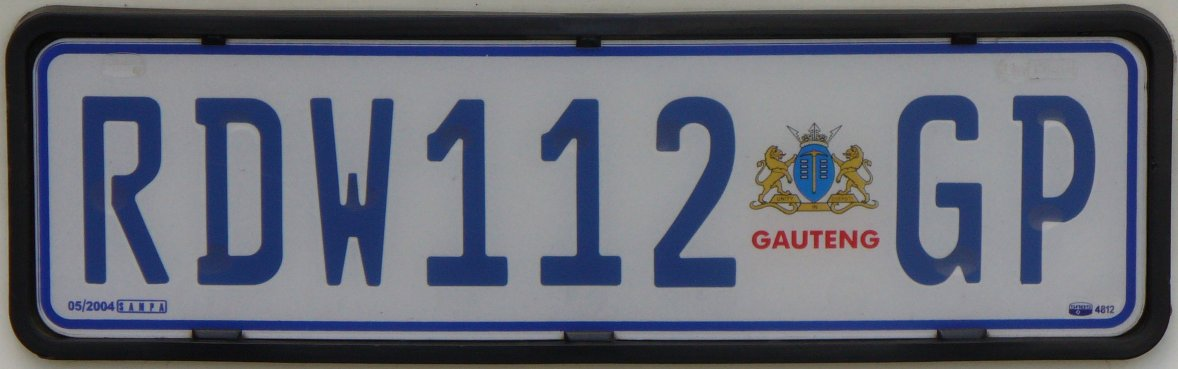
Província de Gauteng, Sud-àfrica.
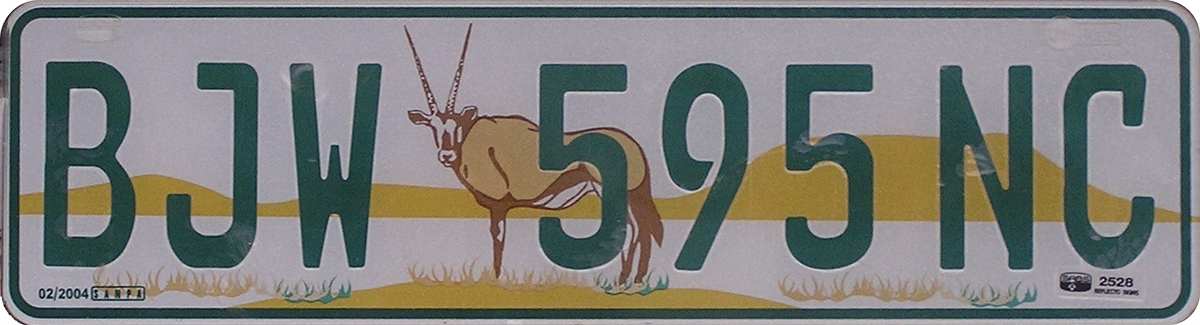
Província del Cap Septentrional, Sud-àfrica.
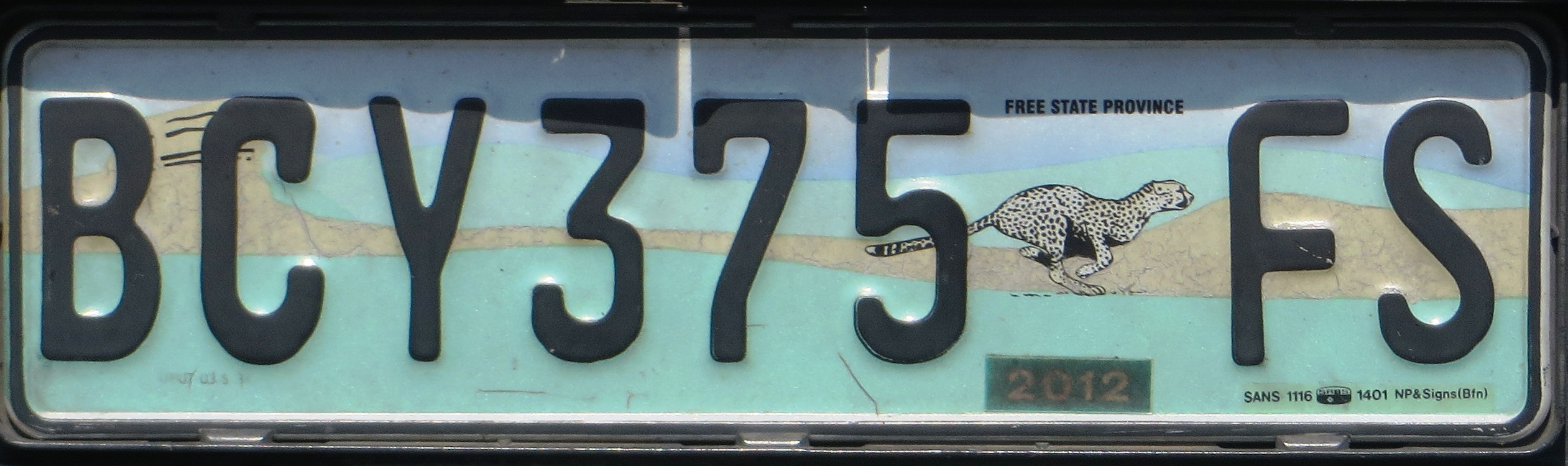
Província de l'Estat Lliure, Sud-àfrica.
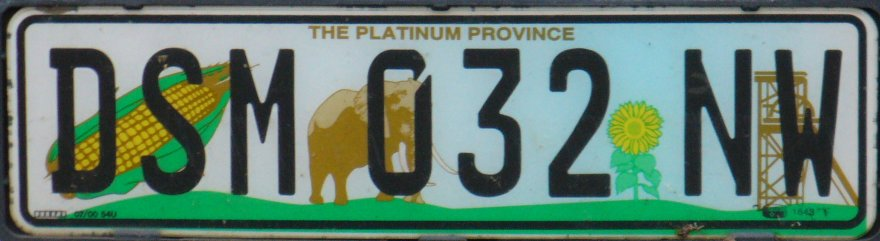
Província del Nord-oest, Sud-àfrica.